# Blood Stain Child
Blood Stain Child — японський рок та метал гурт, створений 2000 року у м. Осака. Іноді колектив використовує Visual Kei. За жанром гурт відносять до виконавців Електронікор, Melodic death metal, Євро-транс та язичницького металу.

## Склад гурту

### Основний склад[1]
- Ryo — бас-гітара, вокал.
- Ryu Kuriyama — електрогітара.
- G.S.R— електрогітара
- Aki — клавіші
- GAMI — ударні.

### Колишні учасники
- Sophia Aslanides — вокал. Народилася в Греції, але має російське походження.
- Daiki — гітара (2000–2005)
- Shiromasa — гітара (2005–2007)
- Violator — ударні (2000–2010)
- Sadew — вокал (2005–2010)

## Дискографія

### Демо
| Название  | Дата выхода | Лейбл       |
| --------- | ----------- | ----------- |
| Demo 2000 | 2000        |             |
| The World | 2001        | M&I Company |

### Альбоми
| Назва                    | Дата           | Лейбл           |
| ------------------------ | -------------- | --------------- |
| Silence of Northern Hell | 2002           | M&I Company     |
| Mystic Your Heart        | 2003           | M&I Company     |
| Idolator                 | 2005           | M&I Company     |
| Mozaiq                   | 2007           | M&I Company     |
| εpsilon                  | 15 червня 2011 | Coroner Records |

## Сингли
| Рік  | Назва            |
| ---- | ---------------- |
| 2007 | «Freedom»        |
| 2010 | «Fruity Beats 6» |

## Відеокліпи
| Рік  | Назва                      |
| ---- | -------------------------- |
| 2002 | «Silence of Northern Hell» |
| 2005 | «Truth»                    |
| 2007 | «Freedom»                  |